# Serer (språk)
Serer, eller Serer-Sine, är ett Niger-Kongo-språk som talas av sererfolket i Senegal och Gambia i Västafrika. Det har cirka 1,2 miljoner talare varav största delen bor i Senegal. Språket anses vara stabilt och dess närmaste släktspråk är bl.a. fula och biafada.
Serer kans skrivas med både arabiska och latinska alfabetet. Bibeln i sin helhet översattes till serer år 2008.

## Fonologi

### Vokaler
|              | Främre | Central | Bakre |
| ------------ | ------ | ------- | ----- |
| Sluten       | i      | u       | u     |
| Mellansluten | e      |         | o     |
| Öppen        |        |         | a     |

Källa:

### Konsonanter
|             |             | Bilabial | Alveolar | Palatal | Velar  | Uvular | Glottal |
| ----------- | ----------- | -------- | -------- | ------- | ------ | ------ | ------- |
| Klusil      | Norm.       | p \| b   | t \| d   | c \| ɟ  | k \| g | q      | ʔ       |
| Klusil      | Prenasal    | ᵐb       | ⁿd       | ᶮɟ      | ᵑɡ     | ᶰɢ     |         |
| Nasal       | Nasal       | m        | n        | ɲ       | ŋ      |        |         |
| Implosiv    | Implosiv    | ɓ̥ \| ɓ   | ɗ̥ \| ɗ   | ʄ̊ \| ʄ  |        |        |         |
| Frikativ    | Frikativ    | f        | s        |         | x      | h      | h       |
| Lateral     | Lateral     |          | l        |         |        |        |         |
| Tremulant   | Tremulant   |          | r        |         |        |        |         |
| Approximant | Approximant |          |          | j       | w      |        |         |

Källa:

### Webbkällor
- ”Serer-Sine”. Ethnologue. http://www.ethnologue.com/show_language.asp?code=srr. Läst 2 maj 2012.